# STS-28
STS-28 foi uma missão do ônibus espacial Columbia, realizada em agosto de 1989 para o Departamento de Defesa dos Estados Unidos.

## Tripulação
| Posição                  | Astronautas      |
| ------------------------ | ---------------- |
| Comandante               | Brewster Shaw    |
| Piloto                   | Richard Richards |
| Especialista de missão 1 | James Adamson    |
| Especialista de missão 2 | David Leestma    |
| Especialista de missão 3 | Mark Brown       |

## Hora de acordar
Nessa missão não foi possível se ouvir música, pois os receptores de antenas do ônibus espacial ficaram danificados por causa de um impacto de um micrometeorito o que fez os sistemas via satélite onde as músicas eram ouvidas ficarem em constantes reparos na Terra.

## Principais fatos
Esta foi a quarta missão dedicada ao Departamento de Defesa dos Estados Unidos, e o primeiro voo do Columbia desde a missão STS-61-C. Devido à natureza desta missão, os detalhes são classificados. Acredita-se que foram lançados dois satélites, possivelmente incluindo uma segunda geração do Satellite Data System relay.
Foi reportado que a STS-28 também lançou o satélite de reconhecimento de imagem Advanced KH-11 que utilizava um sistema de imagens totalmente digital para o retorno das imagens. O satélite foi colocado numa órbita baixa com uma elevada inclinação em relação ao equador para permitir a cobertura da maior parte da superfície terrestre. A série KH-11 é um satélite digital de reconhecimento de imagem com sensores visuais e infravermelhos.
O ônibus espacial Columbia, o primeiro veículo espacial reutilizável na frota da NASA, foi lançado da Plataforma B, do complexo de lançamento 39, no Centro Espacial John F. Kennedy, em 8 de Agosto de 1989. O momento do lançamento foi às 8h37 EDT. Este era o trigésimo voo de um vaivém espacial, e o primeiro voo do Columbia recondicionado desde a STS-61-C em 12 de Janeiro de 1986. A aterragem ocorreu na Base Aérea de Edwards às 21h37 EDT. A missão teve a duração de 5 dias e 1 hora.
Durante o voo, o grupo desligou um propulsor no sistema de controle de reação (RCS) devido às indicações de existência de uma fenda. Além disso, um aquecedor RCS apresentou um erro de funcionamento.
A análise pós-voo da STS-28 descobriu um aquecimento anormal do Sistema de Proteção Térmica (TPS) durante a reentrada. Um relatório detalhado  identificou como provável causa uma fenda que se projectava na entrada de combustível. Este material é o mesmo material que foi removido durante uma caminhada no espaço no retorno da STS-114 em 2005.